# تسينت
تسينت هي جماعة قروية بإقليم طاطا في جهة سوس ماسة جنوب المغرب، وهي تبعد عن مدينة طاطا بـ 70 كلم، وتضم 9434 نسمة حسب الإحصاء العام للسكان والسكنى لسنة 2014.

## دواوير الجماعة
- دوار أكادير (المركز )
- دوار الزاوية
- دوار بني موسي
- الدوار الجديد
- دوار القصبة
- دوار تغيت
- دوار تنزيضة
- دوار أقا نايت سيدي
- دوار أيت ويران
- دوار تزنوت
- دوار إمازن

## التعليم
تتوفر تسينت على المؤسسات التعليمية التالية:
- مجموعة مدارس تنزيضة
- مجموعة مدارس العتيق
- مجموعة مدارس الفائجة
- مجموعة مدارس الزاوية
- مجموعة مدارس أيت ويران
- إعدادية القدس
- ثانوية الأمل

## الاقتصاد
تمكن المجلس الجماعي لجماعة تسينت من تتمين المنتوج الفلاحي “التمور” بإحدات وحدة لإنتاج التمور وإعطاء الأهمية لهذا المنتوج المحلي.